# Oreocarya palmeri
Oreocarya palmeri är en strävbladig växtart som beskrevs av Edward Lee Greene. Oreocarya palmeri ingår i släktet Oreocarya och familjen strävbladiga växter. Inga underarter finns listade i Catalogue of Life.